# Serra de la Savinosa
La Serra de la Savinosa és una serra situada als municipis de Querol a la comarca de l'Alt Camp i de Pontils a la de la Conca de Barberà, amb una elevació màxima de 852 metres.